# ارتباط جيني بيئي
يقال بأنه هناك ارتباط جيني بيئي (أو ارتباط بين النمط الجيني والبيئة) عندما يعتمد النمط الجيني للفرد على التعرض لظروف بيئية معينة.

## التعريف
الارتباط الجيني البيئي أو (rGE) هو الارتباط بين سمتين كالطول والوزن على سبيل المثال والذي قد يعني بأنه عندما يتغير أحدها فيتغير الآخر كما يمكن أن تنشأ هذه الارتباطات من خلال كل من الآليات السببية وغير السببية. ومن أهم الآليات هي الآليات السببية التي تشير إلى التفوق الوراثي على التعرض البيئي. تؤثر الاختلافات الوراثية على التعرض البيئي بشكل غير مباشر من خلال السلوك. تم توصيف ثلاث آليات سببية تؤدي إلى الارتباط بين الجينات والبيئة.
1. يشير الارتباط الجيني البيئي المنفعل إلى الارتباط بين التركيب الوراثي الذي يرثه الطفل من أبويه والبيئة التي ينشأ فيها الطفل، يخلق الآباء بيئة منزلية تتأثر بخصائصهم الوراثية. ينقل الآباء البيولوجيون أيضًا المادة الوراثية إلى أطفالهم. عندما يؤثر النمط الوراثي للأطفال أيضاً على نتائجهم السلوكية والمعرفية فقد تكون النتيجة علاقة زائفة بين البيئة والنتائج. على سبيل المثال، لأن الآباء الذين يكون لديهم تاريخ من السلوك المعادي للمجتمع (والذي قد يكون موروث بدرجة خفيفة) معرضون لخطر كبير بإساءة معاملة أطفالهم فيمكننا القول بأن سوء المعاملة الذي قد يشير إلى الخطر الجيني الذي ينقله الآباء للأبناء بدلاً من الخطورة السببية لمشاكل سلوك الأطفال.[3]
2. يحصل الارتباط الجيني البيئي التفاعلي عندما يثير سلوك الفرد (الوراثي) استجابة بيئية. على سبيل المثال، قد يعكس الارتباط بين الخلافات الزوجية والاكتئاب التوترات التي تنشأ عند التعامل مع زوج مكتئب بدلاً من التأثير السببي للمشاكل الزوجية على خطورة حصول الاكتئاب.
3. يحصل الارتباط الجيني البيئي الفعال عندما يمتلك الفرد ميل وراثي لاختيار التعرض البيئي. على سبيل المثال، يبحث الأفراد المنطلقين اجتماعياً عن أوساط بيئية مغايرة تماماً للأوساط التي يميل الأفراد الخجولين والانطوائيين إلى الانخراط بها.

يمكن أن ينشأ الارتباط الجيني البيئي أيضاً عن آليات غير سببية بما في ذلك العمليات التطورية والتلوث السلوكي للمقياس البيئي. يمكن للعمليات التطورية كالانحراف الجيني والانتقاء الطبيعي أن تسبب اختلاف التكرارات الأليلية بين التجمعات السكانية. على سبيل المثال، قد يؤدي التعرض للبعوض الناقل للطفيلي المسبب للملاريا على مدى أجيال عديدة إلى زيادة التكرار الأليلي لأليل الخضاب المنجلي بين مجموعات عرقية معينة وهي طفرة متنحة تسبب داء الخلايا المنجلية ولكنها تضفي مقاومة ضد الملاريا. بهذا الشكل أصبح النمط الوراثي للخضاب المنجلي مرتبطاً ببيئة الملاريا.

## الدليل
قدمت الدراسات على التوائم والتبني الكثير من الأدلة على الارتباط الجيني البيئي وذلك من خلال إظهار المقاييس البيئية المفترضة القابلة للتوريث. على سبيل المثال، أظهرت الدراسة على التوائم البالغين بأن أحداث الحياة المرغوبة وغير المرغوبة قابلة للتوريث بشكل معتدل مثل أحداث وظروف الحياة المحددة كالطلاق، الميل للزواج، نوعية الزواج والدعم الاجتماعي. أظهرت الدراسات التي قام فيها الباحثون بقياس الجوانب البيئية المتعلقة للطفل بأن العوامل البيئية المفترضة كالانضباط والدفء الوالدي قابلة للتوريث بشكل معتدل. لقد تبين بأن مشاهدة التلفاز والتوجهات إلى الانخراط مع الأقران والسلوكيات الاجتماعية هي أيضاً قابلة للتوريث بشكل معتدل. هناك أيضًا أدبيات متنامية حول العوامل الوراثية التي تؤثر على السلوكيات التي تشكل خطراً على الصحة، مثل معاقرة الكحول والتبغ والعقاقير غير القانونية والسلوكيات المتهورة. وكما الانضباط الوالدي فإن هذه السلوكيات الصحية متعلقة بالعوامل الوراثية ولكن يعتقد بأن لها تأثيرات متواسطة بيئياً على المرض. إلى الحد الذي حاول فيه الباحثون تحديد سبب الارتباط الجيني البيئي فإن معظم الأدلة قد أشارت إلى الآثار المتداخلة للخصائص الشخصية والسلوكية.
البيئات قابلة للتوريث لأن التركيب الوراثي يؤثر على السلوكيات التي تثير وتحدد وتعديل ميزات البيئة. على سبيل المثال، تكون أحداث الحياة السلبية الخارجة عن سيطرة الفرد (على سبيل المثال، وفاة أحد أفراد أسرته وفقدان منزله في كارثة طبيعية) أقل قابلية للتوريث من أحداث الحياة السلبية التي قد تعتمد على سلوك الفرد (على سبيل المثال، الحصول على الطلاق، الطرد من الوظيفة). وبالمثل فإن أحداث الحياة الشخصية (أي الأحداث التي تحصل مباشرة للفرد) هي أكثر قابلية للتوريث من أحداث الحياة الاجتماعية (أي الأحداث التي تحدث لشخص ما داخل شبكة اجتماعية، وبالتالي تؤثر على الفرد بشكل غير مباشر).

## الدراسات الوراثية الجزيئية
بدأت الأدلة على وجود ارتباط جيني بيئي بالتراكم مؤخراً وذلك من خلال الدراسات الوراثية الجزيئية. أفادت مجموعة الدراسات التعاونية حول علم الوراثة المتعلق بإدمان الكحول (COGA) بأنه هناك ارتباط بين تعدد الأشكال أحادي النيكليوتيدات في الإنترون 7 من مستقبلات حمض غاما أمينوبتيريك A A2 (rs279871; GABRA2) والإدمان الكحولي والحالة الزوجية. كان الأفراد الذين يحملون المتغير GABRA2 عالي الخطورة (أي المتغير المرتبط بإدمان الكحول) أقل عرضة للزواج، ويرجع ذلك جزئيًا إلى أنهم كانوا أكثر عرضة لخطر اضطراب الشخصية المعادية للمجتمع وكانوا أقل عرضة للرغبة في إرضاء الآخرين.
هناك أيضاً دليل جزيئي على الارتباط الجيني البيئي المنفعل. وجدت دراسة حديثة أن الأطفال أكثر عرضة بضعفين ونصف ليتم تشخيصهم باضطراب فرط النشاط وقلة الانتباه (ADHD) وذلك إن كانت أمهاتهن مطلقات أو منفصلات أو عازبات. ومع ذلك، فقد كانت الأمهات في هذه العينة اللواتي يحملن الأليل القصير للجين المرمز لمستقبلات الدوبامين أكثر عرضة للطلاق والانفصال عن أزواجهن أو البقاء عازبات. علاوةً على ذلك، كان أطفالهن أكثر عرضة للإصابة باضطراب فرط الحركة ونقص الانتباه. لذلك، يرجع جزء من الارتباط بين الحالة الزوجية الوالدية وتشخيص اضطراب فرط الحركة ونقص الانتباه بين الأطفال في هذه العينة إلى مساهمة النمط الوراثي للأمهات من خلال حملهن الأليل القصير للجين المرمز لمستقبلات الدوبامين.

## الأهمية
يريد الاطباء معرفة ما إن كان التعرض للمخاطر البيئية يسبب المرض. حقيقة أن التعرضات البيئية هي وراثية تعني أن العلاقة بين التعرض البيئي والمرض قد يكون النمط الوراثي ساهم في تشكيلها. أي أن العلاقة قد تكون زائفة (وليست سببية)، لأن نفس العوامل الوراثية قد تؤثر على التعرض للمخاطر البيئية والأمراض. في مثل هذه الحالات، فإن التدابير الرامية إلى الحد من التعرض البيئي لن تقلل من خطر الإصابة بالأمراض. من ناحية أخرى، فإن وراثة التعرض للظروف البيئية في حد ذاتها لا تعني أن العوامل البيئية ليست مسؤولة عن المرض وبالتالي فإن الحد من التعرض سيفيد الأفراد الذين لديهم استعداد وراثي لسلك سلوكيات خطرة. على سبيل المثال، بحثت دراسة أجريت على الأطفال المولودين لأخوات توأم ما إذا كانت العلاقة بين الطلاق الوالدي ومعاقرة الذرية للكحول والمشاكل العاطفية سببية أو ساهم في تشكيلها النمط الوراثي للأبوين.
وجدت الدراسة بأنه كان لنسل الأخوات التوأم اللائي المتعارضات من حيث الطلاق فرص متساوية عالية للإصابة بالمشاكل العاطفية مما يقترح تأثير العوامل الجينية التي تجعل أبناء الأخوة التوأم العرضة للطلاق في خطر متزايد للإصابة باضطراب القلق والاكتئاب. يشير هذا الاستنتاج إلى أن منع طلاق الوالدين لن يكون له تأثير يذكر على مخاطر إصابة النسل بالمشاكل العاطفية (وذلك على الرغم من أن النتائج المتعلقة بمشاكل الكحول لدى الأطفال كانت متسقة مع الدور السببي للطلاق بها).